# Töcspartfutó
A töcspartfutó (Calidris himantopus) a madarak (Aves) osztályának lilealakúak (Charadriiformes) rendjébe, ezen belül a szalonkafélék (Scolopacidae) családjába tartozó faj.

## Rendszerezése
A fajt Charles Lucien Jules Laurent Bonaparte francia természettudós írta le 1826-ban, a Tringa  nembe Tringa himantopus néven. Besorolásuk vitatott, egyes rendszertani munkák az Ereunetes nembe sorolják Ereunetes himantopus néven, vagy a Micropalama nembe Micropalama himantopus néven.

## Előfordulása
Észak-Amerika tundráin fészkel, telelni Dél-Amerikába vonul. Kóborlásai során eljut Európába is.

### Kárpát-medencei előfordulása
Magyarországon ritka, alkalmi vendégként tartják nyilván. Első hitelesített hazai előfordulását Hajdúszoboszlón regisztrálták, ahol 2006. július 13-15. között többen is megfigyelték egy kifejlett, nászruhás példányát.

## Megjelenése
Testhossza 18–23 centiméter,a szárny fesztávolsága 38–47 centiméter, a testtömege 42–103 gramm.